# منتخب صربيا والجبل الأسود لكرة السلة
منتخب صربيا والجبل الأسود لكرة السلة هو ممثل صربيا والجبل الأسود الرسمي في المنافسات الدولية في كرة السلة .